# 獣王星
『獣王星』（じゅうおうせい）は、樹なつみ作のSF漫画。単行本全5巻。1993年から2003年まで『LaLa』と『月刊メロディ』（いずれも白泉社発行）で休載を繰り返しつつ約10年間不定期連載された（詳しくは#連載雑誌を参照）。

## 概要
双子の少年が公に存在していなかった惑星に落とされ、そこで生き残る姿を描いている。
本作は二部構成となっており、主人公・トールがキマエラへ落とされてから茶輪の頭（トップ）になるまでを第一部、青年に成長したトールが獣王となり彼の出生の秘密やキマエラに落とされた真実が明かされ、ヘカテの自転加速装置を阻止するまでを第二部として描いている。
2006年4月から6月までフジテレビ「ノイタミナ」枠でテレビアニメ化された。アニメ化に伴い、2006年3月から5月にかけて原作漫画の完全版（全3巻）が刊行、月刊メロディの2006年5月号と6月号に第一部と第二部のサイドストーリーであるザギとカリムの過去を描いた前後編形式の『獣王星 特別編 DEATH GAME』が掲載され、完全版第3巻に収録された（アニメのDVD4巻の初回限定版には、この『DEATH GAME』を原作にしたドラマCDが同梱された）。
作品用語の一部は北欧神話やギリシア神話を元にしている。また、本来の読みと異なる漢字表記が多い。

## ストーリー
西暦2436年、地球から150光年の距離にあるバルカン星系に移民していた人類は太陽系から独立し、独自の政府を築いていた。バルカン星系の首都であるコロニー「ユノ」に住む双子の兄弟、トールとラーイは政治家でかつ科学者の両親を持つエリートの出自。11歳の彼らもエリートへの道を歩む日々を過ごしていたが、ある日両親が殺され、トールとラーイの二人も今まで存在さえ知らずにいた、死罪のものが送られるという死刑惑星「キマエラ」に落とされる。厳しい環境で想像を絶する生態系を持つキマエラは獣王と呼ばれる王が支配する弱肉強食の世界。最先端の設備に囲まれ環境も整備されたコロニーで育ったトールとラーイにとっては生きる事さえ困難な星だが、生命力に溢れるトールは惰弱な弟ラーイを連れ、生き延びるために戦っていく。高い適応力を見せ短い期間でキマエラに順応していくトール。やがて、獣王になればキマエラの外に出られる事を知ったトールは、両親の殺害と自分達がキマエラに落とされた理由を知るために獣王になる事を目指す。

## 登場人物

### 主要人物
トール・クライン
声 - 高山みなみ（少年期）、堂本光一（青年期）
主人公。プラチナブロンドの銀髪が特徴の白人の少年。スペースコロニー“ユノ”で両親と弟のラーイと安穏に暮らしていたが、ある日両親を失いラーイとともに死刑星“キマエラ”へと落とされてしまう。一人称は少年期（第1部）では「ぼく」で、青年期（第2部）からは「おれ」。キマエラに落とされたときに持たされたコロニー製のビームナイフを使い、高い生命力と行動力でキマエラに順応していく。サードの計らいで茶輪（オークル・リング）のトップとの挑戦（トライ）を受け、負傷しながらも見事に勝利、茶輪のトップとなる。茶輪のトップになってからの異名は銀鷹（シルヴァーク）。
その正体は人類滅亡を防ぐために造られた「最後の子供（ラスト・チャイルド）」であり、ラーイとは血のつながりは一切無く、キマエラに落とされたのも立派な獣王に育てるため。本来は「サード」のような姿で生まれるはずだったがDNAがイヴァの胎内で彼女と似ることが必要だと拒絶反応を起こしたためラーイとまるで双子のようにそっくりになった（最終的には瞳以外「サード」と同じ姿となった）。
ラーイ・クライン
声 - 高山みなみ
トールの双子の弟。コロニーにいた頃は成績優秀なエリート候補だったが、臆病で消極的かつ身勝手な性格でキマエラに落とされてからはキマエラの環境に馴染めずその性格に拍車がかかるようになった上トールの足を引っ張ることが多くなり、それに激怒したトールに殺されそうになるが、その直後現れた茶輪のセカンド達とトールとの戦闘中にトールの指示で逃走を図る。しかし逃走中に恐怖心から疑心暗鬼に襲われ、足を滑らせ崖に落ちトールの名を叫んで転落死した。ザギはこの瞬間を目撃しており、その証拠として彼のにおい袋がトールの元に渡った。アニメではトールの目の前で茶輪との戦闘の影響で出現した植物に取り込まれて死亡したためザギがラーイのにおい袋を渡す場面はカットされた。

### トールの仲間達
ティズ
声 - 水樹奈々
ヒロイン。黄輪・女（サン・リング・フィメール）のセカンド。生粋のキマエラ人。トールに惚れ、トールのセカンド（後の茶輪セカンド）になる。明るくて行動力があり、直情的な性格。一人称は「オレ」。トールよりは年上だがトールからは妹として見られている。
キマエラ崩壊危機の際、ドサクサに紛れてザギを殺そうとした黒輪（ナイト・リング）の生き残りの銃撃からザギをかばってそのまま崖から落ちて死亡。
サード / シグルド・ヘザー
声 - 小栗旬
茶輪のサード。名を自らの茶輪での地位である「サード」と名乗り、本人曰く「本名は忘れた」。一人称は「おれ」。常に何か企んでいるように見え、飄々としていて謎の多い青年。トップに引けを取らないほどの実力を持ちながら何故かトールを見込んで、彼を茶輪のトップに、果ては獣王にすべく助力する。
本名はシグルド・ヘザーというコロニー連邦に所属する軍人でトールに似た容姿の白人。階級は少尉で、任務時のコードネームは"碧灰眼（オッドアイ）"。ヘザーとしての一人称は「私」。「サード」はトールを獣王にするための任務のために造られた人格に過ぎないが、その性格は彼自身が心の中で願った性格であり、終いにはどちらが本物の人格か区別がつかなくなってしまう。
昔からの夢だった地球に行くことを条件にギリング元帥の二重スパイとなりキマエラに送り込まれたが、「ワルキューレ」によって地球が既に滅びたことを知って絶望する。最期は「ヘザー」ではなく「サード」の人格となって拳銃自殺した。
ザギ・フェンリル
声 - 中井和哉
イリアド出身の囚人で、茶輪近くの野童を率いるリーダーだったが、後に白狼鬼（ブラン・ロウ）とあだ名される白輪（ブラン・リング）のトップとなる（彼がトップになった経緯は「DEATH GAME」で詳しく描かれている）。剣呑な雰囲気をまとった白人の少年。キマエラに落とされて間もない頃、野童に襲われるトールとラーイを、自分が2人の「庇護者（ガーディ）」となることを条件に救った。白輪の頭となってからは恐怖政治で白輪をまとめた。誰も信用しようとせず他人を駒扱いしている。白狼鬼となった彼は、右腕の手の甲の部分に仕込み剣を持つようになり、わざと相手に剣を弾かれ、羽織ったマントを目晦ましにし、仕込み剣を使って目晦ましになった相手に止めを刺す戦法を用いた。
幼い頃、ある罪で無期懲役となりヘカテで一生過ごすはずだったが、ヘカテ内のイオIIで脱走を図ろうとした際に氷漬けの獣王を偶然見てしまったため口封じという形でキマエラに送られてしまった。そのため敢えて獣王になろうとせずキマエラの獣王制度を崩し、バルカン星系の上層部と対談しキマエラのバルカン星系からの独立を果たそうと画策する。そのためにトールを唆して独立の話を持ちかけるが、その後カリムを殺した犯人がザギだと思い込んだトールと挑戦し負けてしまう。サードの陰謀についても知っている節があり、気を失う前にサードを信じるなとトールに忠告した。一命は取り留めたもののキマエラの崩壊危機の時ザギを庇って凶弾に倒れたティズと共に崖から墜落しその衝撃で致命傷を負い、ムーサが「ボール」を止めたのを見ながら死亡。
カリム
声 - 朴璐美
白輪のセカンドを務める褐色の肌の美女。一人称は「オレ」（アニメの一部の場面や心の声では「私」）。幼い頃に植物に襲われているところをザギに助けてもらい、仲間がザギを馬鹿にしているのも構わずに、背中を追うようにザギに着いて行った。斬糸（テグス）を武器としている。
ザギとトールがキマエラの独立について議論していた際にティズがトールのことで騒いでいると言い出したために掟を破ったとしてザギに暴力を振るわれ見限られてしまい、捨てられたショックでブリザードの中外に出て行く。そして追ってきたトールと共にムーサの狭間に落ちてしまう。最初はザギを奪っていったとしてトールを憎んでいたがムーサの狭間での一件でトールに惚れた。その後ムーサの狭間から無事脱出しザギと和解するが、直後にザギから「トールと自分とどっちを取るか」と質問され、躊躇って答えられなかったため「トールについていけ」と言われ、ザギが好きだと誤解を解くために追うも、トールを獣王にするためのサードの陰謀で殺される。
チェン
声 - 深見梨加
黄輪・女のトップ。黄輪・女を勝手に抜けたティズを連れ戻しにくるが、ベラ・ソナーに襲われたところをトールに救われる。トールの力を認め、茶輪のトップとなったトールと共闘する。サードが好き。イルザの挑戦を退けるがその時に負った傷が元で片足を失い（失った片足に義足を付けている）ユウキが黄輪に保護したものの、それ以来塞ぎ込んでいる。キマエラ独立後も生き残った数少ない人物。
コリン
声 - 飯塚昭三
ティズの野童時代からの友達である中年男性。30歳を過ぎてもキマエラに住み続けている。10年前のオーディン暗殺計画の生き残り。パンドラの箱やアダムとイヴと、地球の神話をティズによく聞かせている。彼の生死は原作では不明だったが、アニメでは植物に襲われて死亡した。
ユウキ
声 - 志村知幸
黄輪のトップ。チェンに想いを寄せている。
夜に襲撃してきた白狼鬼（ザギ）と挑戦(正確には｢挑戦(トライ)｣ではない)するが、マントを目晦ましに、仕込み剣で左腕を切り落とされた上に喉を突き立てられ致命傷を負い、チェンの腕の中で死亡。アニメでは仕込み剣で深手を負った後、チェンをケビンの銃弾から庇い、死亡する。

### オーディンとその関係者達
オーディン
声 - 有本欽隆
バルカン星系の指導者。トールの両親の敵。かつてはクラインの片腕だった。
人類滅亡を防ぐため極秘裏に「ミドガルド計画」を指揮していた。病に倒れ寿命が来てしまい（アニメではロキによる銃撃によって致命傷を負った）、死の間際に人類滅亡の道を選択しトールにキマエラの独立を認めた。
ドーン・ロキ博士
声 - 江川央生
研究施設イオIIの責任者。トールの両親のかつての同僚。
オーディンの「ミドガルド計画」に加担していたが、オーディンが計画を推し進めようとするあまりクライン夫婦を殺害したせいでオーディンに不信感を持つようになり、もしものためにとギリングに一部情報をリークしトールが死なないように密かに武器を持たせたり、幼い頃のトールにキマエラへ落とされる際に二人が乗ったポッドにキマエラへ落とされることとオーディンがトールの両親を殺害したことを通信で助言した（そのためか、トールは彼の声を覚えていた）。最期は別個体のベラ・ソナーからトール達を護るため一人「ワルキューレ」の元に残りシェルターを封鎖した後ベラ・ソナーに捕食された。
ギリング元帥
反オーディン派の影のリーダー。アニメでは未登場。
10年以上前からオーディンを失脚させるために「イシュタル作戦」を展開させていたが二重スパイであるヘザーによって計画が露呈されてしまう。オーディンの命令によって射殺されるが死の間際に「ワルキューレ」にキマエラを破壊するよう命令し、自転加速装置を発動させた（アニメではオーディンが自転加速装置を発動させた）。ロキから情報を貰っていたが地球が当に滅びていることは知らなかった。
野心を持っているという面では相当な生命力の持ち主。
ヘイムダル大佐
声 - 藤原啓治
オーディン配下の軍人。ヘカテで生物兵器となった獣王に襲われ行方不明。

### その他
テオ・クライン
声 - 林一夫
トールとラーイの父親。オーディンの腹心の部下。オーディンの陰謀によって殺害される。
妻・イヴァに唆されギリングの2度目のオーディン暗殺計画の首謀者に担ぎ上げられてしまう。
イヴァ
声 - 高山みなみ
トールとラーイの母親。夫とともに死亡。
トールの代理母としてトールを生むが、彼の姿があまりにも自分に似ているため溺愛してしまう。そのため人類滅亡を運命だと考えるようになりクラインを唆してトールを奪おうとするオーディンを殺そうとするが逆に殺害されてしまう。

## 植物
キマエラでは、生命を持った特殊な植物が数多く生息している。そのほとんどは肉食。
ムーサ
キマエラに生息する樹。発芽すると物凄い勢いで成長しドームを形成する。その時地中から水を汲み上げてくるのでキマエラの住民はムーサの発芽を心待ちにしている。ムーサの樹液はベラ・ソナーを除く他の植物が嫌がるほどの異臭を発するため移動の時に樹液を「におい袋」と呼ばれる袋に入れてよく持っていく。
普通は発芽時以外成長しないが、自転加速装置が動いてボールが発射された際にはまるでキマエラの意志かのように成長してボールを阻止した。
カリプト
キマエラに生息する樹。一見普通の樹だが刃物で突き刺す、銃撃するなどの刺激を与えると樹液が噴出しそれを触手代わりにして獲物を殺す。樹液は12時間は生きている。キマエラの住民はこの樹液を大きな獣を殺すために使用する。
タジン
キマエラに生息するヒルに似た植物。樹肉は美味らしい。
エズル
キマエラに生息する移動型寄生植物。弱いながらも毒を持っており、隙を見て一瞬だけ強い植物を毒で麻痺させ、寄生することで少しずつ食らいつく。
ベラ・ソナー
キマエラで最も凶暴な巨大植物。恐竜に例えるとティラノサウルス。普段は地中に潜み、獲物が来るといきなり姿を現し獲物を食べまた地中に潜る。ベラ・ソナーの力はヘカテの鉄板の地面を簡単にぶち破るほど。従来の植物とはケタ外れであり、ベラ・ソナーにはムーサの樹液も通用しない。球根が弱点。キマエラの住民でもベラ・ソナーを倒せる者はごく僅か。

## 星系
バルカン星系
地球より150光年離れた星系。いくつかのスペースコロニーが存在する。キマエラ以外の星は環境改造（テラフォーミング）されている。
ユノ
バルカン星系のコロニーでエリートが住んでいる。トールとラーイの出身コロニー。
レア
バルカン星系の第三惑星。ヘザー（サード）の出身惑星。
ヘカテ
バルカン星系の第二惑星。囚人達が送られる星。原作では刑務星と表記されている。
イオII
ヘカテにある研究施設。
イオIIではメインコンピュータの「ワルキューレ」やコールドスリープされた獣王、キマエラの植物の種子などがあり、キマエラの研究や「ミドガルド計画」をしている。自転加速装置が発動した際の「ワルキューレ」暴走時には獣王やキマエラの植物が生物兵器として利用された。
キマエラ
本作の主要舞台である死刑惑星。別名獣王星（原作では「キマエラ」とルビが振られていることが多い）。バルカン星系では死刑が認められていないためバルカン星系の中でその存在を知っているものはごく僅かで、ほかの住人はこの星の存在を知らされていない。1年が181日あり、181日灼熱の昼が続きその後181日極寒の夜が続く。それぞれ昼と夜の間にはストームが吹き荒れる。そのため2年で1日経つ。植物が生態系のトップで動物はあまり居ない。人間には非常に厳しい環境で、キマエラの植物は意思を持った動物のように動き、人間を襲う。バルカン星系では貴重な鉱物がたくさん採れるがキマエラ内部ではたいした利用価値はない。30歳になるか獣王になればヘカテへ移住できる。
かつて隕石がキマエラをかすめ、その影響で自転加速を早めたため現在のような環境になってしまった。
オーディンはこの星を強力な遺伝子を造るための牧場にしている。そのため獣王制と呼ばれる制度などを作って惑星を影で管理している。
地球
バルカン星系より150光年離れた星。人口が増えすぎたため移民を制限する代わりにオーディンに政治的権限を認めている。地球には限られた人間しか行くことができない。
だが本当の地球は130年前にキマエラをかすめ、キマエラの環境を変える元凶となった巨大隕石によって粉々に砕けてしまった（実際には170年前高酸素帯に侵食された時点で滅びたという説があるが真相は不明）。バルカン星系が地球に行ったとされる地球訪問団の記憶を捏造してまで真実を隠蔽した理由は滅び行く人類にこれ以上の絶望を与えないためだった。

## 用語解説
輪（リング）
キマエラ人のグループ。肌の色や性別で分けられている。これら輪は通常男性の集団を指し、女性は女（フィメール）に保護されている。キマエラの女性は貴重な存在であるため、婚約する男性を夫として選ぶことができる。輪を支配する上位3人はトップ、セカンド、サードと呼ばれる。トップだけは、頭と表記される。
キマエラ独立後は廃止された。
茶輪（オークル・リング）
- 茶色い肌を持った者達が入れる輪。
- トールが茶輪に在籍中（怪我を負ったりしていたため）に挑戦して勝ったためトールのセカンドであるティズは特例である。

白輪（ブラン・リング）
- 白い肌を持った者たちが入れる輪（白人）。
- カリムはザギの部下（セカンド）のため、ティズのように特例である。

黄輪（サン・リング）
- 黄色がかった肌を持った者たちが入れる輪（東洋人）。

黒輪（ナイト・リング）
- 黒い肌を持った者たちが入れる輪（黒人）。

挑戦（トライ）
トップに決闘を挑むこと。トップに勝利した者がその輪のトップとなれる。
獣王（じゅうおう）
挑戦（トライ）で4つの輪すべてのトップを殺害するとなれるキマエラの王。獣王になるとセカンド、サードと共にヘカテへ移住でき、人権も回復する。その制度を『獣王制』もしくは『獣王制度』と呼んでいる。
しかし実際はヘカテに行けば「ミドガルド計画」のために冷凍睡眠されてしまう（セカンド、サード、30歳まで生きた者も同様）。
野童（やどう）
声 - 早水リサ
輪に属さない子供のグループ。
- 十四、五歳になれば大抵の者は出ていくらしく、成人すれば一人（ザギからすれば一匹）で生きていかないといけないらしい。キマエラの外から来た者と違って多くの夜を過ごしてきたため雰囲気がかなり違う。

キマエラ人
キマエラで生まれ育った者。キマエラの外から来た者と比べてかなり野性的。
キマエラ人の先祖はバルカン星系の人と同じ地球からの移民だが過酷な環境に適応したためバルカン星系の人より寿命が長く、自然出産もできる。
におい袋
ムーサの樹液が入っている布袋。キマエラ人は必ずこの袋を護身用として持っている。
エアバイク
輪が所有する、飛行移動用バイク。
斬糸（テグス）
鋭い糸状の武器。主にカリムが使用する。
ビームナイフ
トールがキマエラに落とされた際に手にしたコロニー製のビーム状の武器。スイッチ操作で3段階のビーム刃が成形される。
自転加速装置
惑星を強制的に改造する装置。完全発動したら地核自転を恒久的に加速させる「ボール」と呼ばれる球体型装置によって2時間おき、30秒ずつ1週間かけて自転を加速させる。それが起きれば天変地異が起こり、惑星に住む生物は間違いなく全滅する。
ギリング元帥（アニメではオーディン）によって発動した後「ボール」がキマエラの地下深くまで進んだが、ムーサにより「ボール」が機動停止したため、装置は不発に終わった。

## テレビアニメ
2006年4月13日から6月22日までフジテレビ系列「ノイタミナ」枠の第4作目として放送。全11話。基本設定やキャラクター、ストーリーは原作と同じだが、わずか1クール11話という短さもあり、その分ストーリーの変更点はかなり多い。
トール役の堂本光一は本作で初めて声優として出演し、主題歌も歌っている。さらにサード役に小栗旬を起用した。その効果なのか、全体的に視聴率3〜4%（関東地区）を記録し、深夜アニメでは比較的高視聴率だった。
放送終了から一年後にキャラクターデザイン・総作画監督を務めた逢坂浩司が死去したため、逢坂がメインキャラクターデザインに関わった作品としては本作が遺作となった。

### スタッフ
- 原作 - 樹なつみ[1]
- 監督 - 錦織博[1]
- シリーズ構成 - 吉田玲子[1]
- キャラクターデザイン・総作画監督 - 逢坂浩司[1]
- コンセプトデザイン - 渡部隆[1]
- 美術監督 - 佐藤豪志[1]
- 色彩設計 - 岩沢れい子[1]
- 撮影監督 - 大神洋一[1]
- 編集 - 小野寺桂子
- 音響監督 - 三間雅文[1]
- 音楽 - 溝口肇[1]
- プロデューサー - 松崎容子、南雅彦、伊藤幸弘、山本幸治
- アニメーション制作 - ボンズ[1]
- 制作 - 獣王星製作委員会[1]（フジテレビジョン、アスミック・エースエンタテインメント、電通、スカパー・ウェルシンク、ソニー・ミュージックエンタテインメント、ボンズ）

### 主題歌
オープニングテーマ「Deep in your heart」
作詞 - 白井裕紀・新美香 / 編曲 - ha-j / 作曲・歌 - 堂本光一
エンディングテーマ「手をつないで」
作詞 - 佐藤永麻 / 作曲・編曲 - mo'doo- / 歌 - ユンナ
손을 잡고서 /ED    歌 - ユンナ

### 各話リスト
| 話数       | サブタイトル   | 脚本       | 絵コンテ        | 演出       | 作画監督              | 放送日         |
| ---------- | -------------- | ---------- | --------------- | ---------- | --------------------- | -------------- |
| chapter 1  | 運命           | 吉田玲子   | 錦織博          | 三芳唯稀   | 川上哲也 石田可奈     | 2006年 4月13日 |
| chapter 2  | 茶輪（リング） | 吉田玲子   | 錦織博          | 小山田桂子 | 小森高博              | 4月20日        |
| chapter 3  | 仲間           | 高橋ナツコ | 錦織博          | 三芳唯稀   | 堀川耕一              | 4月27日        |
| chapter 4  | 挑戦           | 吉田玲子   | 高田耕一 錦織博 | 高田耕一   | 石田可奈              | 5月4日         |
| chapter 5  | 決闘           | 高橋ナツコ | 神戸洋行        | 神戸洋行   | 佐々木敦子 川上哲也   | 5月11日        |
| chapter 6  | 白狼鬼         | 土屋理敬   | 坂田純一        | 小山田桂子 | 田中誠輝              | 5月18日        |
| chapter 7  | 独立           | 土屋理敬   | 錦織博          | 清水一伸   | 岡田万衣子 渡辺るりこ | 5月25日        |
| chapter 8  | 深層           | 高橋ナツコ | 後藤圭二        | 三芳唯稀   | 亀井治                | 6月1日         |
| chapter 9  | 獣王           | 高橋ナツコ | 外崎春雄        | 湖山禎崇   | 石川晋吾 堀川耕一     | 6月8日         |
| chapter 10 | 悪夢           | 吉田玲子   | 宮地昌幸        | 古川順康   | 永田正美              | 6月15日        |
| chapter 11 | 希望           | 吉田玲子   | 幡文二郎        | 佐藤育郎   | 逢坂浩司              | 6月22日        |

### 放送局
| 放送地域       | 放送局             | 放送期間                       | 放送日時           | 放送系列       | 備考             |
| -------------- | ------------------ | ------------------------------ | ------------------ | -------------- | ---------------- |
| 関東広域圏     | フジテレビ         | 2006年4月13日 - 6月22日        | 木曜 24:45 - 25:15 | フジテレビ系列 |                  |
| 近畿広域圏     | 関西テレビ         | 2006年4月18日 - 6月27日        | 火曜 25:25 - 25:55 | フジテレビ系列 |                  |
| 中京広域圏     | 東海テレビ         | 2006年4月20日 - 6月29日        | 木曜 26:05 - 26:35 | フジテレビ系列 |                  |
| 岡山県・香川県 | 岡山放送           | 2006年5月18日 - 6月29日        | 木曜 25:35 - 26:35 | フジテレビ系列 | 2話連続放送      |
| 新潟県         | 新潟総合テレビ     | 2006年7月17日 - 9月25日        | 月曜 25:49 - 26:19 | フジテレビ系列 |                  |
| 高知県         | 高知さんさんテレビ | 2006年7月31日 - 10月9日        | 月曜 14:35 - 15:05 | フジテレビ系列 |                  |
| 日本全域       | フジテレビ721      | 2006年11月29日 - 2007年1月17日 | 水曜 21:00 - 22:00 | CS放送         |                  |
| 佐賀県         | サガテレビ         | 2007年7月18日 - 9月26日        | 水曜 24:35 - 25:05 | フジテレビ系列 |                  |
| 日本全域       | アニマックス       | 2007年9月3日 - 11月12日        | 月曜 22:30 - 23:00 | CS放送         | リピート放送あり |

- 新潟総合テレビでは、この作品から『ノイタミナ』枠レギュラー放映局となっている（ただしレギュラー放映局となる前に『ハチミツとクローバー』（第一期）を集中放送した実績あり）。
- 岡山放送では、2話連続での放送となった（ネットが急遽決められたためとのこと）。ちなみにその後の作品は『のだめカンタービレ』までネットが途絶えることとなる（こちらも2話連続放映になる）。
- 本作品は『Paradise Kiss』の後番として放送した岡山、『のだめカンタービレ』（第一期）の後番として放送された佐賀以外では高知でもネットされた。高知ではそれまで『ノイタミナ』枠の作品はネットされていなかったが、本作品放映後、断続的に本枠の作品をネットしている。

## 連載雑誌
- vol.1 - LaLa 1993年12月号
- vol.2 - LaLa 1994年1月号
- vol.3 - LaLa 1994年12月号
- vol.4 - LaLa 1995年1月号
- vol.5 - LaLa 1995年2月号
- vol.6 - Melody 1997年10月号
- vol.7 - Melody 1997年11月号
- vol.8 - Melody 1997年12月号
- vol.9 - LaLa 2000年5月号
- vol.10 - LaLa 2000年6月号
- vol.11 - LaLa 2000年7月号
- vol.12 - LaLa 2002年11月号
- vol.13 - LaLa 2002年12月号
- vol.14 - LaLa 2003年1月号（完結）
- 特別編 DEATH GAME 前編 - Melody 2006年5月号
- 特別編 DEATH GAME 後編 - Melody 2006年6月号